# Ceratogymna
Ceratogymna – rodzaj ptaków z rodziny dzioborożców (Bucerotidae).

## Zasięg występowania
Rodzaj obejmuje gatunki występujące w Afryce Subsaharyjskiej.

## Morfologia
Długość ciała 60–70 cm; masa ciała samic 907–2000 g, samców 1069–2100 g.

## Systematyka

### Etymologia
- Ceratogymna: gr. κερας keras, κερατος keratos „róg” (tj. dzioboróg); γυμνος gumnos „nagi”[5].
- Tmetoceros: gr. τμητος tmētos „cięcie”, τεμνω temnō „ciąć”; κερας keras, κερως kerōs „róg”[6]. Gatunek typowy: Buceros atratus Temminck, 1835.
- Sphagolobus: gr. σφαγη sphagē „gardło”, od σφαζω sphazō „zabić”; λοβος lobos „płat”[7]. Gatunek typowy: Buceros atratus Temminck, 1835.

### Podział systematyczny
Do rodzaju należą następujące gatunki:
- Ceratogymna atrata (Temminck, 1835) – dzioborożec modrokoralowy
- Ceratogymna elata (Temminck, 1831) – dzioborożec niebieskolicy